# Fincolo Ganadugu
Fincolo Ganadugu é uma comuna rural do sul do Mali da circunscrição de Sicasso e região de Sicasso. Pelo censo de 1998, havia 12 089 residentes, enquanto pelo de 2009, havia 8 498. A comuna inclui 16 vilas, dentre as quais sua sede Fincolo.